# Bactromyia mammillata
Bactromyia mammillata là một loài ruồi trong họ Tachinidae.